# Nasal (langue)
Pour les articles homonymes, voir Nasal.
 (août 2016).
Si vous disposez d'ouvrages ou d'articles de référence ou si vous connaissez des sites web de qualité traitant du thème abordé ici, merci de compléter l'article en donnant les références utiles à sa vérifiabilité et en les liant à la section « Notes et références ».
Le nasal est une langue austronésienne du sud-ouest de Sumatra en Indonésie. La langue a été "re-découverte" en 2008 dans le Kabupaten de Kaur, à Bengkulu, sur l'île de Sumatra. Le nasal est parlé dans les villages de Tanjung Betuah, Gedung Menung et Tanjung Baru.
Il existe plusieurs propositions pour la classification du nasal, qui est incertaine : la langue pourrait être un isolat au sein des langues malayo-polynésiennes, avoir un lien avec les langues sumatra du Nord-Ouest ou avec le Rejang bien que cela reste hypothétique. À l'heure actuelle, son appartenance aux langues sumatra du Nord-Ouest est considérée comme l'hypothèse la plus probable.